# Ming
Ming — C-библиотека для создания файлов Adobe Flash (.swf). Может применяться в качестве PHP-модуля, позволяя динамически («на лету») создавать Flash-анимацию. Помимо PHP, библиотека может использоваться в языках программирования C++, Perl, Python, Ruby.
Корневая библиотека Ming распространяется на условиях GNU Lesser General Public License, а инструмент для командной строки по созданию .swf — на основании GNU General Public License,
что делает Ming свободным ПО.